# Contone
Contone är en ort i kommunen Gambarogno i kantonen Ticino, Schweiz. 
Contone var tidigare en egen kommun, men den 25 april 2010 bildades den nya kommunen Gambarogno genom en sammanslagning av Contone och åtta andra kommuner. 